# Silylenoidy
Silylenoidy jsou organokřemičité sloučeniny s obecným vzorcem R2SiXM, kde R je organická funkční skupina, X je halogen a M je kov. Jedná se o křemíkové analogy karbenoidů, se kterými mají společné chování podobné karbenům a silylenům.
Silylenoidy se vyskytují jako reaktivní meziprodukty chemických reakcí. Stabilní silylenoidy lze připravit reakcemi fluorbromsilanu se silyllithnými sloučeninami v tetrahydrofuranu (THF):
(t-Bu2MeSi)2SiFBr + t-Bu2MeSiLi/THF → (t-Bu2MeSi)2SiFLi.3THF + t-Bu2MeSiBr
U tohoto silylenoidu jsou na každý atom křemíku navázány tři substituenty namísto obvyklých čtyř. Rentgenovou krystalografií se ukázalo, že vazby Si-F jsou při délce 170 pm delší, než je u fluorsilanů běžné. Vazba F-Li je iontová s předpokládaným (na základě výpočtů) kladným nábojem o hodnotě 0,88 na lithiu a záporným nábojem o velikosti 0,74 na fluoru; sloučenina je tak solí (t-Bu2MeSi)2SiF− a Li+.3 THF. Vazba Si-F je polarizovaná tak, že na křemíku zůstává pouze 10 % částečného náboje.
Při ozáření nebo zahřátí se silylenoidy mění na disileny přes silylenové meziprodukty. S elektrofily reagují jako anionty a s organolithnými sloučeninami jako silyleny.